# 弗朗索瓦·阿希尔·巴赞
弗朗索瓦·阿希尔·巴赞（法語：François Achille Bazaine，1811年2月13日—1888年9月23日） 法国第二帝政期的军人，以勇猛沉着深得拿破仑三世的信任，从一个二等兵晋升到法国元帅。普法战争中率领法国最后一支约为17万的集团军投降普鲁士而闻名。

## 生平
弗朗索瓦·阿希尔·巴赞生于凡尔赛，是一个数学家和桥梁工程师的儿子，他的父亲应沙皇亚历山大一世的邀请，在圣彼得堡主持修建了几座桥梁。他因没能得到家庭的财政支持，未能通过巴黎综合工科学校的入学考试，于1831年3月以列兵的身分进入第37步兵团的服役。当时还是平等的路易·菲利普刚当上国王的时候。1831年7月升為下士,1832年7成為中士,1832年8月进入外籍军团，1833年授少尉军衔。在1833年爆发的第一次卡洛斯战争完成了一项赴西班牙的军事使命，右腿在战斗中负伤，因表现英勇授勋並晉升中尉。1835年再次在阿尔及利亚服役，1837年因被發配給西班牙軍隊而以外國人的身分被任命為西班牙上尉,1938年以法國中尉的身分加入第4輕步兵團,1839年晋升上尉。后来在情报部任职，在撒哈拉大沙漠和阿尔及利亚民族英雄阿卜杜·卡迪尔对阵，对其穷追不舍，迫使其退入摩洛哥，之後於1844年3月晉升少校,1845年手腕再次负伤。1847年阿卜杜·卡迪尔被俘后他晋升中校，1850年成为上校，1852年6月在凡尔赛娶了他的第一个妻子拉索莱达的玛丽亚·胡安娜。 　　
1854年参加过克里米亚战争，在乘军舰通过土耳其海峡的时候被提升为准将並擔任旅长。将法军的二个外籍军团合并在一起归他指挥。担任围攻部队的右翼指挥，髋部再次负伤，1855年9月6日因攻克塞瓦斯托波尔而晋升少将，成为法国最年轻的将军，任塞瓦斯托波尔总督。10月16日指挥突袭第聂伯河河口的金伯恩半島戰役，获得英法两国的一致称赞，被授予英国巴斯勋章。在1859年反对奥地利帝国的法国-撒丁对奥战争中，他在贝拉盖-狄利埃军团中指挥一个师，头部和大腿再次受伤，于6月24日索尔费里诺战役中获得殊勋。 　　
1862年被派到墨西哥任师长，1863年5月17日通过果敢的机动攻占普埃布拉，此战的胜利使他取代埃利·弗雷德里克·福雷将军任墨西哥远征军司令。将奥地利海军司令马克西米利安大公奉为墨西哥皇帝马西米连诺一世。1864年9月晋升法国元帅。1865年成功的将贝尼托·胡亚雷斯包围在瓦哈卡。这时他娶了一个印第安姑娘做他的第二个妻子，这个人是华雷斯的侄女，于是谣言四起，都说他企图效仿贝尔纳多特建立自己的国家，1867年2月，鉴于美国南北战争的结束，迫于美国外交压力不得不撤军。 巴赞巧妙地将部队撤退至韦拉克鲁斯上船回国。在巴黎，他宴请了市民，成为参议员和皇家卫队司令。 　　
1870年普法战争爆发时任第3集团军司令、指挥法军右翼的二、三、四军。边境交战的失败迫使他向沙隆退却，当时拿破仑三世后撤，巴赞被提升为事实上的法军总司令，只是没有参谋部而已。8月14日在博尔纳的一次战斗中负伤，8月16日在马斯拉图尔进行了一些非决定性的战斗。但他既没有支援弗朗索瓦-塞尔坦·康罗贝尔元帅的第六军，也未能向西突围，而是撤至工事坚固的麦茨要塞，随后即被普鲁士血王子腓特烈·卡尔亲王的大军紧紧包围住。法国在色当战役战败后，9月1日法兰西第二帝国被推翻，他未能与甘必大的国防政府联络，即与普鲁士宰相俾斯麦进行谈判，并向德国投降，交出梅斯城，当时其所部17万人是法国最后一只训练精锐的野战军。他的投降，使得法国国防政府失去了和德国谈判的一切条件，因此，他受到社会舆论的严厉批评。他不服，向法庭申诉要求保护他的名誉，这更招致了不满，1873年12月10日军事法庭判决的结果竟然是以叛国罪判处死刑。后经当时的法国总统，另一个普法战争的降将帕特里斯·麦克马洪元帅批准，减为20年徒刑，关押在圣-玛格丽特岛。1874年8月9日他越狱成功，先逃亡意大利，后逃亡西班牙。1888年在流亡中因贫困而死于马德里，终年77岁。

## 作品
- Rapport du maréchal Bazaine : Bataille de Rezonville. Le 16 août 1870. – Brüssel : Auguste Decq, 1870
- La capitulation de Metz : Rapport officiel du maréchal Bazaine. – Lyon : Lapierre-Brille, 1871
- L'armée du Rhin depuis le 12 août jusqu'au 29 octobre 1870. – Paris : Henri Plon, 1872
- Episodes de la guerre de 1870 et le blocus de Metz par l'ex-maréchal Bazaine – Madrid : Gaspar, 1883 (in France this work was immediately forbidden)

## 小说人物
巴赞在大卫·韦伯的科幻小说“星火”系列第三部“在死亡的土地”(1997)有一个简短引用。